# The Monsterican Dream
The Monsterican Dream is een album van Lordi uit 2004. 
Op dit album verzorgen alle groepsleden naast hun eigen instrument, ook de backing vocals. Dit album verkocht minder goed dan voorganger Get Heavy. De fans waren geschrokken dat de band plots veel heviger over kwam en ook er angstaanjagender uitzag. Mr Lordi zei dat dit album niet veel harder was van stijl dan Get Heavy, maar dat de stijl van mixen gewoon anders was.

## Tracklist
- 1. Threatical Trailer – 1:09 - (Tekst: Lordi/Kita, Muziek: Lordi)
- 2. Bring It On (The Raging Hounds Return) – 4:35 - (Tekst/Muziek: Lordi)
- 3. Blood Red Sandman – 4:03 --(Tekst/Muziek: Lordi)
- 4. My Heaven Is Your Hell – 3:41 (Tekst/Muziek: Lordi)
- 5. Pet The Destroyer – 3:50 - (Tekst: Kita, Muziek: Kita/Lordi)
- 6. The Children Of The Night – 3:44 - (Tekst/Muziek: Lordi)
- 7. Wake The Snake – 3:46 - (Tekst/Muziek: Lordi)
- 8. Shotgun Divorce – 4:42 - (Tekst/Muziek: Lordi)
- 9. Forsaken Fashion Dolls – 3:43 - (Tekst/Muziek: Amen/Lordi)
- 10. Haunted Town – 3:13 - (Tekst: Kita, Muziek: Kita/Lordi)
- 11. Fire In The Hole – 3:27 - (Tekst/Muziek: Lordi)
- 12. Magistra Nocte (instrumentaal)– 1:33 -(Muziek: Enary)
- 13. Kalmageddon – 4:33 - (Tekst: Kalma/Lordi, Muziek: Kalma/Lordi)
- 14. Blood Red Sandman (bonus video track)

## Speciale editie
Er is een beperkte uitgave van The Monsterican Dream, waarbij een extra dvd zit, met daarop Lordi's korte horrorfilm "The Kin". In die film spelen de monsters Lordi, Amen, Kita, Kalma en Enary een rol.

## Compositie
- Mr. Lordi - zang
- Kalma - basgitaar
- Kita - drums, achtergrondzang
- Amen - gitaar
- Enary - keyboard, piano